# التجربة والخطأ

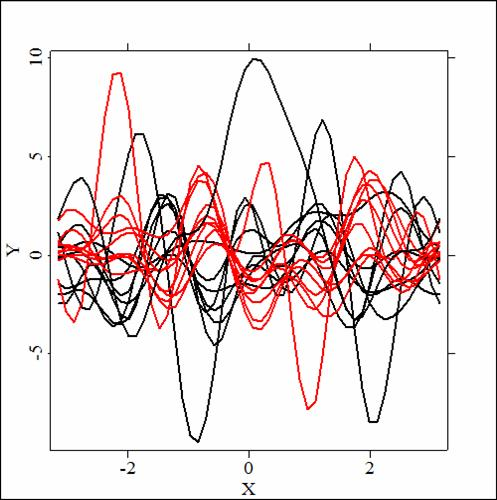

في علم الرياضيات يعتبر مبدأ التجربة والخطأ أو المحاولة والخطأ (بالإنجليزية: Trial and Error) أحد أهم الطرق المستعملة لحل المسائل خاصة المعقدة منها. تتميز هذه الطريقة بإمكانية برمجتها عن طريق الحاسوب والوصول إلى دقة عالية بأقرب وقت.
تبدأ الطريقة بدراسة أولية لنطاق المشكلة ومداها. بعد ذلك توضع قيمة تقريبية تقع ضمن النطاق (أو حتى خارجه). يفترض بالحل أن يكون أكثر تقاربا عندما يقع الاختيار على قيمة داخل النطاق عن تلك الواقعة خارج النطاق.أي أن المحاولة والخطأ لاتعني فقط المحاولة واكتشاف الخطأ بل وتصحيحه.

## أمثلة
لتكن لدينا الدالة الرياضية:
{\displaystyle x^{2}-3=0\,}
يمكن حل هذه المسألة رياضيا بشكل مباشر:
{\displaystyle x^{2}=3\,}
{\displaystyle x={\sqrt {3}}\,}
أو
{\displaystyle x=-{\sqrt {3}}\,}
لو أننا لجأنا لطريقة التجربة والخطأ فسنبدأ برقم وليكن 0 ثم نقوم بالتعويض عنه:
{\displaystyle x^{2}-3=0-3=-3\,}
نلاحظ أن النتيجة لم تكن صفرية ولكن سالبة وبالتالي سنختار رقما آخر وليكن كبيرا هذه المرة مثل 3:
{\displaystyle x^{2}-3=3^{2}-3=9-3=6\,}
هنا نلاحظ أن القيمة أصبحت أكبر من صفر أي موجبة وهذا يعني أن هناك حل واقع بين 0 و3 ليعطي النتيجة صفرا.
يمكن الآن استخدام طرقة التنصيف مثلا للاقتراب من الحل أي باختيار 1.5 هنا:
{\displaystyle x^{2}-3=1.5^{2}-3=2.25-3=-0.75\,}
أي أن الحل سالب النتيجة وبالتالي فالقيمة الاقرب هي بين 1.5 و3.
إذا استمرت عملية التجربة والخطأ على هذا النحو وبتنصيف القيم في كل مرة (هنا مثلا (3+1.5)/2=2.25 يمكن الحصول على حلول أقرب أكثر فأكثر حتى نصل إلى الحل بالدقة المرغوبة. المثال السابق هو مثال بسيط لمسألة يمكن حلها مباشرة أصلا. لكن المعادلة التالية لا يمكن حلها بالطريقة المباشرة:
{\displaystyle x+ln(x)=0\,}

## خواريزمية الحل
يمكن عمل خواريزم للمثال السابق كما يلي:
1- جرب رقما عشوائيا وليكن {\displaystyle x_{0}\,}
2- عوض هذا الرقم في المعادلة
3- إذا كانت نتيجة الحل غير صحيحة جرب رقما آخر يمكن أن يجعل الحل واقعا بينهما وليكن {\displaystyle x_{1}\,}
4- إذا كانت نتيجة الحل غير صحيحة قارن بين المحاولتين السابقتين.
5- إذا كانت نتيجة الحل الأصلية واقعة بين الحلين السابقين جرب رقما بينهما وليكن {\displaystyle {\frac {x_{0}+x_{1}}{2}}\,}
6- إذا كانت نتيجة الحل الأصلية خارجة عن الحلين السابقين كرر الخطوات بدأ من خطوة 3
7- كرر الخطوات 5 و6 إذا رغبت بدقة أفضل.

## تطبيقات

### الرياضيات
يعتمد علم الاستقراء الرياضي على مبدأ المحاولة والخطأ في اسنباط العلاقات الرياضية حيث تنشأ علاقة رياضية أولية لمتغير ثم تدرس هذه العلاقة عند قيم أخرى للمتغير ويتم التأكد من صحتها. مثال ذلك صيغة دي مويفير في النسب المثلثية، المتسلسلات، العددية، والهندسية، طرق الاستنزاف في حساب المساحات والحجوم.

### الفيزياء
تعتبر جميع القوانين الفيزيائية الأساسية مستنتجة من التجارب العلمية. تتم عملية استنتاج العلاقة الفيزيائية بملاحظة التأثيرات الممكنة على العلاقة ودراسة كل تأثير على حدة (بتثبيت باقي التأثيرات أو المتغيرات). هناك بعض العلاقات التي تتطلب المبادرة بقانون أولي ثم التأكد من صحة القانون بتجريبه في ظروف أخرى وعندما لاتتوافق هذه العلاقة يتم اللجوء إلى قانون آخر أكثر ملائمة للتجربة. مثال ذلك قوانين الضوء (تجربة ابن الهيثم لتصحيح الفكرة الخاطئة عن العين كمصد الضوء, تجربة نيوتن لدحض اعتقادات الكنيسة أن الضوء الأبيض هو أنقى الألوان آنذاك)، انتقال الحرارة، قوانين كبلر للكواكب السيارة، وفرضيتي النسبية الخاصة والنسبية العامة لتصحيح قوانين نيوتن عند السرعات العالية (يمكن أن تكون هي أيضا قيد التجارب).

### التحكم
يمثل الذكاء الاصطناعي أحد أبرز التطبيقات على التجربة والخطأ وتستند خواريزميات معقدة إلى محاكاة الواقع وتحليله كما أنها قادرة على التعلم من الأخطاء.

### الطب
في الطب تستخدم تجارب المصل والمصل المضاد على الحيوانات أولا وعندما تثبت صحتها يرتقى بالمحاولات على عينة من الناس.